# Anália Torres
Anália Torres (* 14. August 1954) ist eine portugiesische Soziologin, die als Professorin an der Universität Lissabon forscht und lehrt. Sie ist außerdem  Gründerin und Koordinatorin von des dortigen Interdisziplinären Zentrums für Geschlechterstudien. Zwischen 2002 und 2006 war sie Präsidentin der Portuguese Association of Sociology (APS) und von 2009 bis 2011 Präsidentin der European Sociological Association (ESA)
Torres’ Forschungsergebnisse zu Ehe und Scheidung trugen zur Novellierung des Scheidungsgesetzes in Portugal bei. Sie hatte durch ihre Forschungen außerdem Einfluss auf die Änderung des Gesetzes über sexuelle Belästigung am Arbeitsplatz.

## Schriften (Auswahl)
- Vida conjugal e trabalho. Uma perspectiva sociológica. Celta, Oeiras 2004, ISBN 9727742068.
- Casamento em Portugal. Uma análise sociológica.  Celta, Oeiras 2002, ISBN 972774155X.
- Sociologia do casamento. A família e a questão feminina. Celta Editora, Oeiras 2001, ISBN 9727740804.
- Divórcio em Portugal, ditos e interditos. Uma análise sociológica. Celta Editora, Oeiras 1996, ISBN 9728027583.